# رودخانه جوکنک
رودخانه جوکنک که به نام رود علاء شناخته می‌شود، رودخانه‌ای در روستای جوکنک، شهرستان رامهرمز و استان خوزستان است.
رودخانه جوکنک رودی با قدمت چند هزار ساله هست که از کوه غارون در رشته کوه‌های مانگشت در حدود سرزمین دیشموک سرچشمه می‌گیرد. و پس از طی مسیری، آب سد جره که در منطقه ی رودزرد ماشین قرار دارد به رود اعلاء پیوسته و پس از گذر کردن از حاشیه شرقی روستای جوکنک و سیراب نمودن دشت‌های جوکنک به رامهرمز می‌پیوندد.
از آنجایی که خوزستان استانی گرم در فصل تابستان است و این موضوع بهانه‌ای برای افراد بومی و گردشگران شده تا برای از بین بردن گرمای بدن خود به آب رودخانه جوکنک مراجعه و شنا کنند. گردشگران در تمام فصول سال برای گذراندن اوقات فراغت خود به جوکنک سفر میکنند و در ساحل رود تفریح میکنند.
از اهالی بومی مسیر این رودخانه آنان که به جوکنک رفت‌وآمد داشتند زبانشان بیشتر به لری بهمئی نزدیک بود و سخن می‌گفتند. در دهکده‌های مسیر این رودخانه از زمان‌های گذشته، طایفه‌های گوناگون نیز اسکان داده شده‌اند.
رودخانه جوکنک در اینستاگرام
«نتایج سرشماری عمومی نفوس و مسکن ۱۳۸۵». درگاه ملی آمار ایران. دریافت‌شده در ۱ ژانویه ۲۰۱۳.
1. ↑  «گندم‌کار سرچشمه رودخانه علا؛ با چشم اندازی مملو از زیبائی ها».
2. ↑  «ببینید | اولین تصاویر از طغیان رودخانه علا در باغملک در شرق خوزستان».
3. ↑  «مردم رامهرمز خواستار پیشگیری از احداث سد و برداشت آب رودخانه «علا» شدند».
4. ↑  «(ویدئو) اولین تصاویر از طغیان رودخانه علا در خوزستان».
5. ↑  «انتقال آب خوزستان؛ این‌بار از رودخانه علاء».
6. ↑  کمیته تخصصی نام‌نگاری و یکسان‌سازی نام‌های جغرافیایی ایران[پیوند مرده]